# Hulusi Salih Pascià
Pascià Hulusi Salih (turco ottomano صالح خلوصي پاشا noto come Salih Hulusi Kezrak dopo la legge sul cognome turca del 1934 (Costantinopoli, 1864 – Costantinopoli, 1939) è stato un politico ottomano naturalizzato turco.

## Biografia
Fu uno degli ultimi Gran Visir dell'Impero Ottomano, sotto il regno dell'ultimo Sultano ottomano Mehmed VI, tra l'8 marzo 1920 e il 2 aprile 1920. Poiché non era stato in grado di formare un governo e come parte della catena di eventi successivi all'occupazione di Costantinopoli da parte degli Alleati (in particolare gli arresti di un certo numero di deputati del parlamento ottomano), fu licenziato dal sultano sotto pressione estera il 2 aprile, e successivamente fu chiuso ufficialmente il Parlamento stesso il 5 aprile, ponendo così fine alla Seconda era Costituzionale dell'Impero Ottomano.
In termini effettivi, il suo ufficio (così come quello del suo predecessore Ali Rıza Pascià) sono solitamente considerati semplici intervalli tra i due uffici di Damat Ferid Pascià, il firmatario del Trattato di Sèvres.
Prima del suo Granvisierato, Salih Hulusi Pascià ha ricoperto la carica di Ministro della Marina sotto due governi precedenti e anche sotto il suo successore Ahmet Tevfik Pascià. In un momento in cui la Turchia aveva due governi, è stato spesso accusato di contatti con il nascente governo di Ankara istituito da Mustafa Kemal Pascià. Con la fine della monarchia ottomana, Hulusi Salih Pascià si ritirò dalla politica e, dopo aver adottato il cognome "Kezrak" ai sensi della legge sul cognome del 1934 in Turchia, morì nel 1939 a Istanbul.
Il padre di Kezrak, Ferik Dilaver Pascià, era un tenente generale circasso della marina ottomana, che pubblicò i regolamenti di Dilaver Pascià durante il suo servizio come ministro delle miniere nel 1865.